# Weinhaus Huth

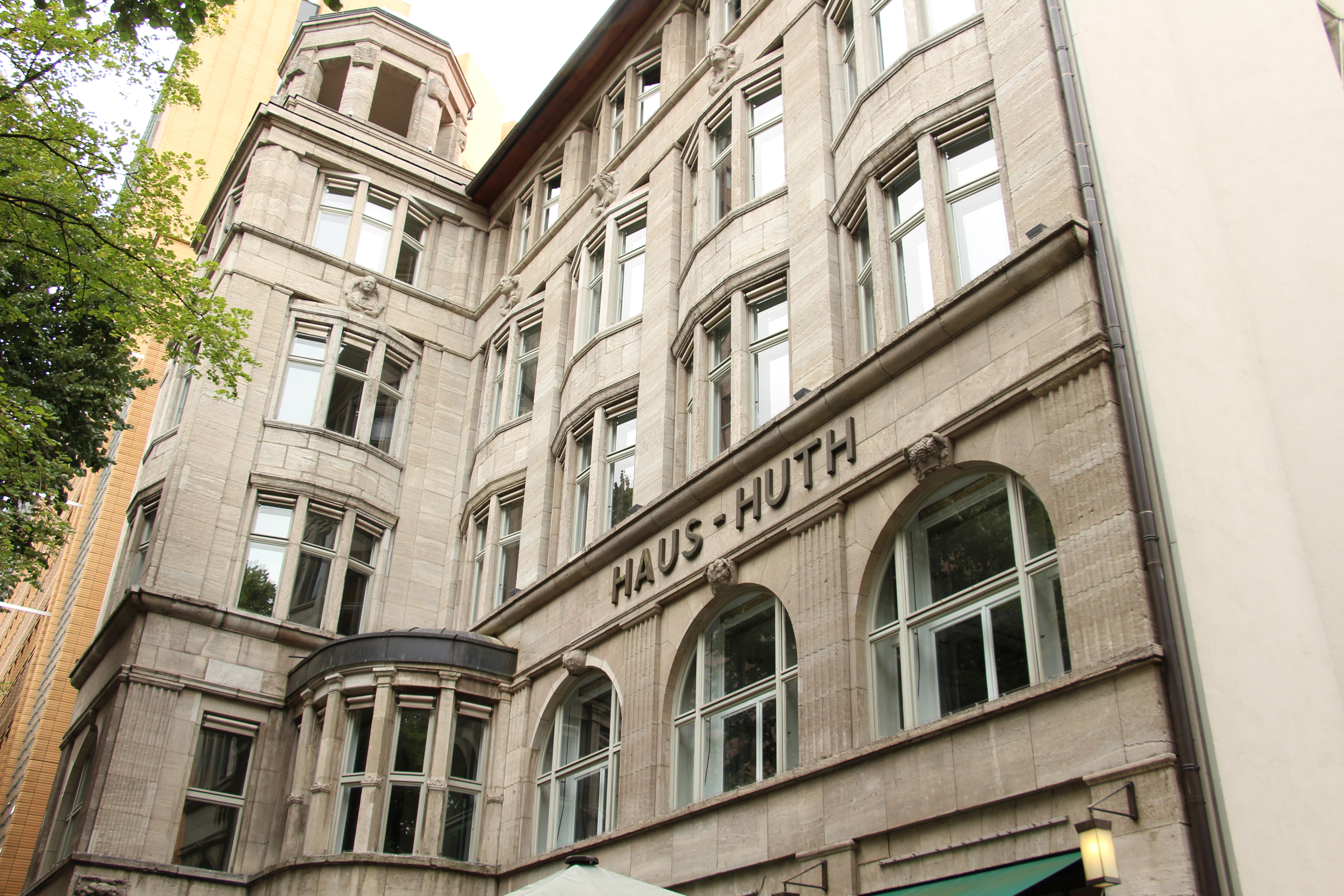
Haus Huth in der Alten Potsdamer Straße 5 in Berlin-Tiergarten (Nähe Potsdamer Platz)

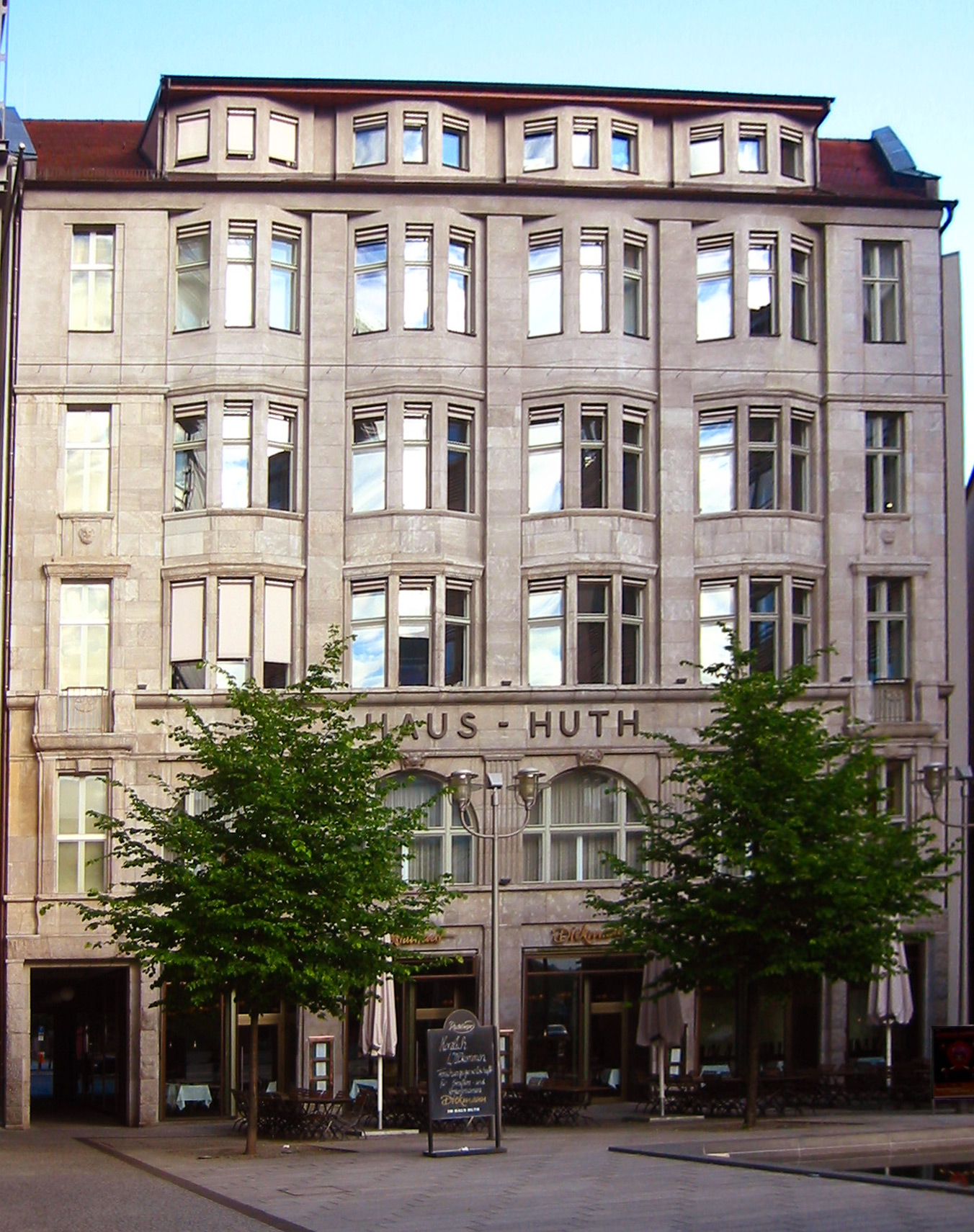
Rückseitige Fassade am Fontaneplatz

Das Weinhaus Huth, das Gebäude war und ist mit Haus Huth beschriftet und wurde so auch üblicherweise genannt, befindet sich im zentralen Berliner Ortsteil Tiergarten an der Alten Potsdamer Straße, seine Hausnummer: 5. Es wurde 1912 fertiggestellt und beherbergte eine Weinhandlung mit angeschlossenem Weinrestaurant. Nach dem Bau der Berliner Mauer wurde das Gebäude neben dem brachliegenden Gelände des ehemaligen Potsdamer Bahnhofs und unweit der Überreste des Hotels Esplanade – nicht ganz zutreffend – als „das letzte Haus am Potsdamer Platz“ bezeichnet. Das auf West-Berliner Gebiet in unmittelbarer Nähe der Mauer allein auf freier Fläche stehende Weinhaus Huth war in der Nachkriegszeit ein Symbol für die Zerstörung und Teilung der Stadt.

## Vorderseite: Alte Potsdamer Straße 5
Die Hausnummern der Potsdamer Straße wurden 1937 von der Hufeisen- auf die heutige Orientierungsnummerierung umgestellt. Die Adresse Potsdamer Straße 139 des Weinhauses Huth wurde zur Potsdamer Straße 5 und behielt diese auch, als Ende der 1960er Jahre die Trasse der Potsdamer Straße in Richtung Potsdamer Brücke durch das von Hans Scharoun geplante Kulturforum neu angelegt wurde. Der heute zum Marlene-Dietrich-Platz führende alte Teil, an dem das Weinhaus Huth steht, wurde mit der Neubebauung des Potsdamer Platzes in Alte Potsdamer Straße umbenannt.

## Rückseite: Fontaneplatz
Die Rückseite des unter Denkmalschutz stehenden Bauwerks lag früher direkt an der Linkstraße (Hausnummer 45). Diese erhielt im Zuge der Neubebauung des Potsdamer Platzes eine parallel nach Osten verschobene neue Trasse, und die hinter dem Weinhaus Huth entstandene Freifläche wurde zum Fontaneplatz.

## Geschichte

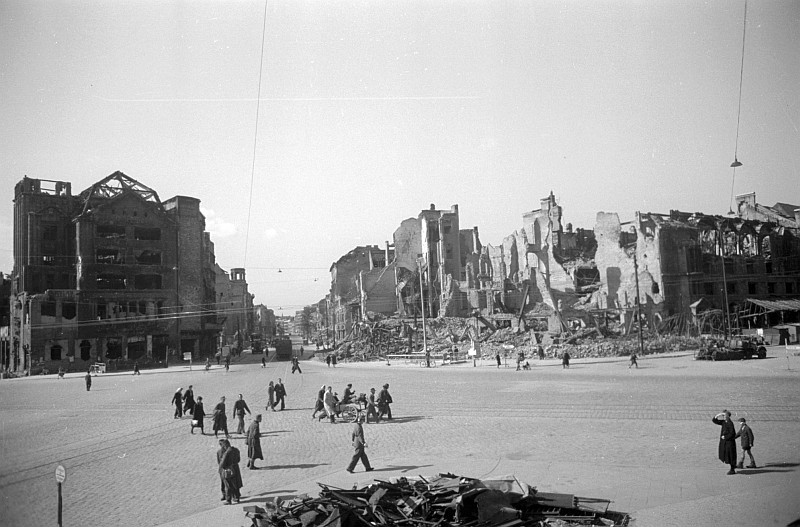
Blick vom Potsdamer Platz in die Potsdamer Straße, Oktober 1945. Bis auf das an seinem Zierturm erkennbare Haus Huth verschwand im geteilten Berlin die übrige abgebildete Bebauung.

### Bis 1945
Am 23. März 1877 erwarb der Weinhändler Christian Huth das Grundstück und erbaute dort ein Wohnhaus, in der er das nach ihm benannte Weinhaus einrichtete. Das heutige Gebäude wurde an derselben Stelle 1911/1912 im Auftrag seines Enkels Willy Huth von den Berliner Architekten Conrad Heidenreich und Paul Michel errichtet.
Wegen der zu erwartenden Belastung durch das Flaschenlager sahen die Architekten eine Stahlskelett-Konstruktion vor, eine der frühesten in Berlin. Dank dieser soliden Konstruktion konnten im Zweiten Weltkrieg weder Luftangriffe noch Artilleriebeschuss die Substanz des Hauses ernsthaft beschädigen. Das Stahlskelett wurde außen mit Muschelkalk-Platten verblendet.
Nach der Einweihung am 2. Oktober 1912 befand sich im Erdgeschoss des Gebäudes die Weinhandlung und im ersten Obergeschoss ein dazugehöriges Weinrestaurant und Veranstaltungslokal. Diese Aufteilung zeigt sich noch heute an den Fensterformen: Über den rechteckigen Schaufenstern der Weinhandlung liegen die großen Bogenfenster des ehemaligen Lokals. Letzteres begründete neben dem Haus Vaterland den Ruf des Potsdamer Platzes als Vergnügungsgegend. Als Besitzer waren C. Huth & Sohn sowie W. Huth & C. Steuer bekannt. Die oberen drei Geschosse mit vorgewölbten Fenstern wurden vermietet.

### Bis 1989

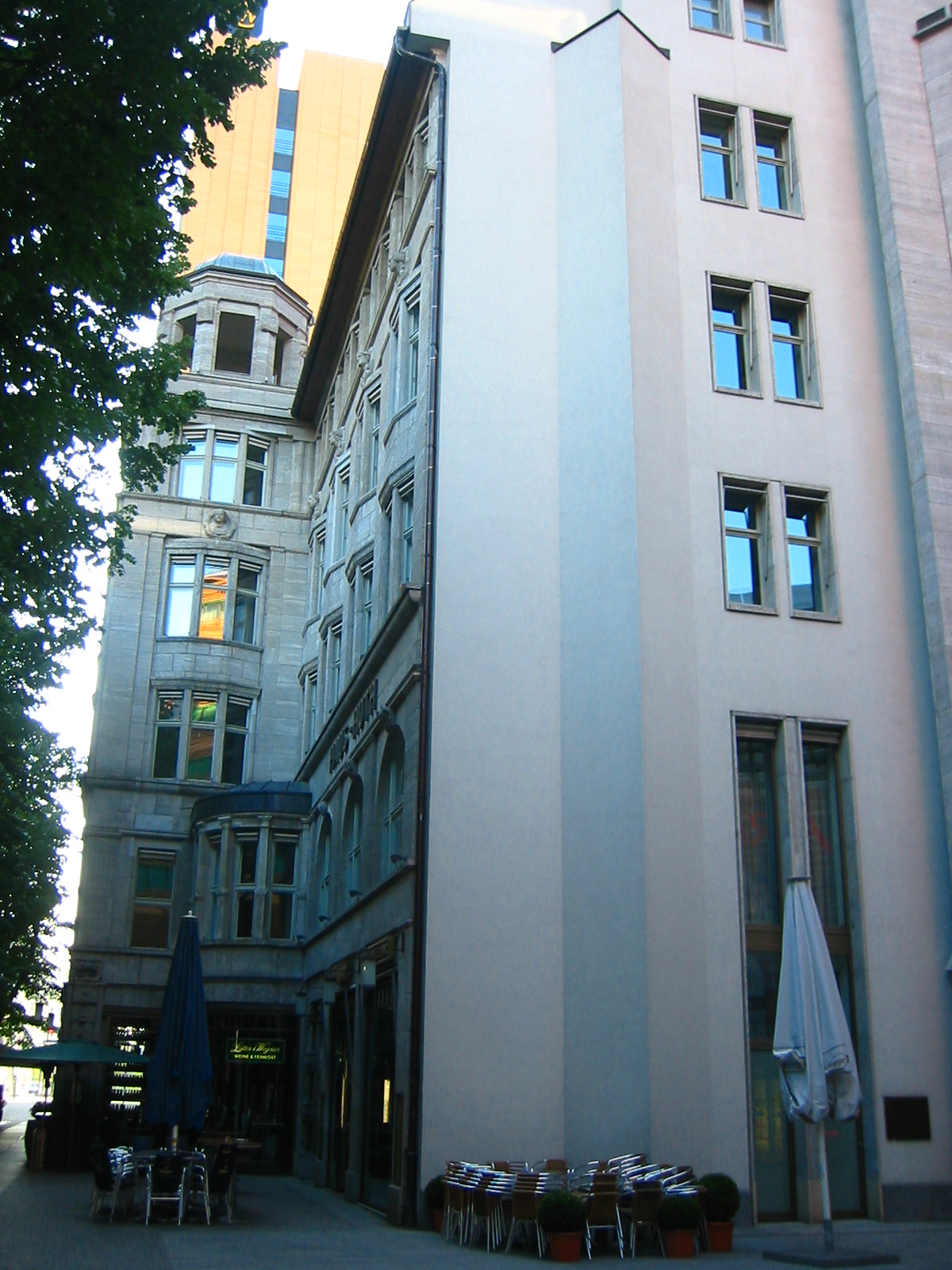
Weinhaus Huth, Fassade an der Alten Potsdamer Straße

Nach Ende des Zweiten Weltkriegs lag das Weinhaus Huth im Britischen Sektor Berlins an der Grenze zum Sowjetischen Sektor. Neben dem direkt am Potsdamer Platz liegenden, aber nur teilweise wieder hergerichteten, Columbushaus und dem Haus Vaterland war es eines der wenigen weitgehend erhaltenen Gebäude in der Umgebung. Schon bald bildete sich hier ein blühender Schwarzmarkt und in Erwartung eines Aufschwunges wurden die Reste der verbliebenen Gebäude notdürftig wieder hergerichtet. Alte Aufnahmen belegen, dass im Weinhaus Huth zunächst einfache Gerichte angeboten wurden.
Mit der Währungsreform in den westlichen Sektoren und der wenige Tage später am 24. Juni 1948 beginnenden Berlin-Blockade änderten sich die Verhältnisse. Am 21. August 1948 wurde erstmals der Grenzverlauf zwischen dem Sowjetischen Sektor und dem angrenzenden Westsektor mit einem Strich auf dem Asphalt markiert.
Beim Volksaufstand am 17. Juni 1953 brannten das genau an der Grenze zwischen den beiden Stadthälften gelegene Columbushaus, das Haus Vaterland und weitere Gebäude erneut aus. Lediglich das Weinhaus Huth im Westteil blieb verschont. Am Potsdamer Platz standen die Häuser, die die Zerstörungen des Zweiten Weltkriegs halbwegs überdauert hatten, in den folgenden Jahren zunehmend leer. Für Investoren war das Areal jahrzehntelang unattraktiv.
Nach dem 13. August 1961, als der Potsdamer Platz durch die Berliner Mauer geteilt wurde, geriet die Umgebung des Weinhauses Huth vollends ins Abseits der städtischen Entwicklung. Das Gebiet wurde schlagartig in eine städtische Randlage versetzt. Bis Mitte der 1970er Jahre waren nahezu alle übrig gebliebenen Gebäude abgerissen.
Nach dem Tod von Willy Huth 1967 verkaufte dessen Witwe das Gebäude samt Grundstück an den West-Berliner Bezirk Tiergarten. Danach wurden im Haus mehrere Sozialwohnungen eingerichtet, die bis 1989 genutzt wurden und den Erhalt des Gebäudes sicherten. Weiterführende Pläne, die Umgebung durch Neubebauung wieder zu entwickeln, wurden jedoch bis zum Mauerfall nicht verwirklicht. Szenen des Spielfilms Der Himmel über Berlin (1987) dokumentieren die damalige städtebauliche Öde im Umfeld des Hauses eindrucksvoll.

### Seit 1990

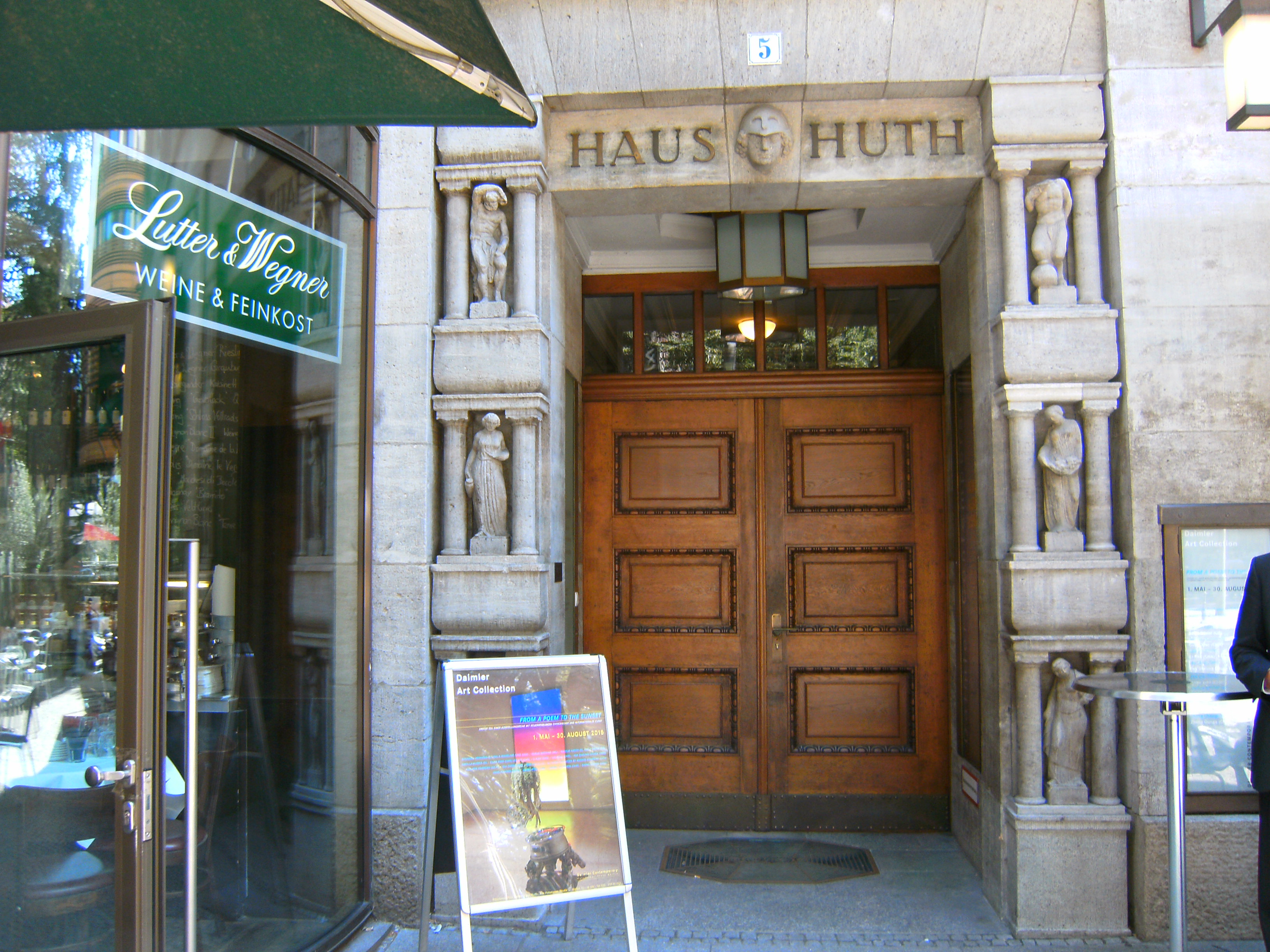
Eingang zur Daimler Kunstsammlung

Durch den Mauerfall 1989 rückte der Potsdamer Platz wieder ins Zentrum Berlins. Die Daimler-Benz AG erwarb das Weinhaus Huth im Jahr 1990 und bezog es in die Entwicklung ihres Gebäudeensembles an diesem Ort mit ein. Von 1990 bis 1993 befand sich im Erdgeschoss das Büro Berlin des Bayerischen Staatsministeriums für Bundes- und Europaangelegenheiten.
Das Gebiet am Potsdamer Platz verwandelte sich für viele Jahre in eine Großbaustelle, lediglich das weiterhin bewohnte Weinhaus Huth ragte aus den Baugruben heraus. Dabei geriet auch das Schicksal der verbliebenen Mieter in die öffentliche Diskussion. Nach Beendigung der Rekonstruktion eröffnete das Berliner Traditionsrestaurant Lutter & Wegner ein Lokal mit Weinhandlung im Erdgeschoss. Von November 1998 bis zum Jahr 2009 betrieb Josef Diekmann das gleichnamige Restaurant im Gebäude. Von 2010 bis März 2013 hatte das Café Möhring die Räumlichkeiten gepachtet.
Im Oktober 1999 wurde auf 600 m² der Ausstellungsraum Daimler Contemporary eröffnet. Er beherbergt die Daimler Kunstsammlung.

## Film
- Ute Bönnen, Gerald Endres: Berlin Potsdamer Platz, Höhenrausch und Abgründe. Dokumentation in der Reihe Geheimnisvolle Orte des rbb, 2021, 45 Min.[3]